# Organo della chiesa di San Nicola a Oosthuizen

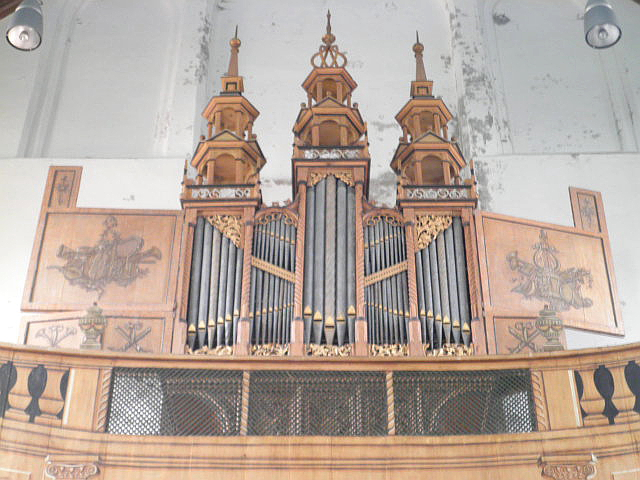
L'organo della chiesa di San Nicola a Oosthuizen.

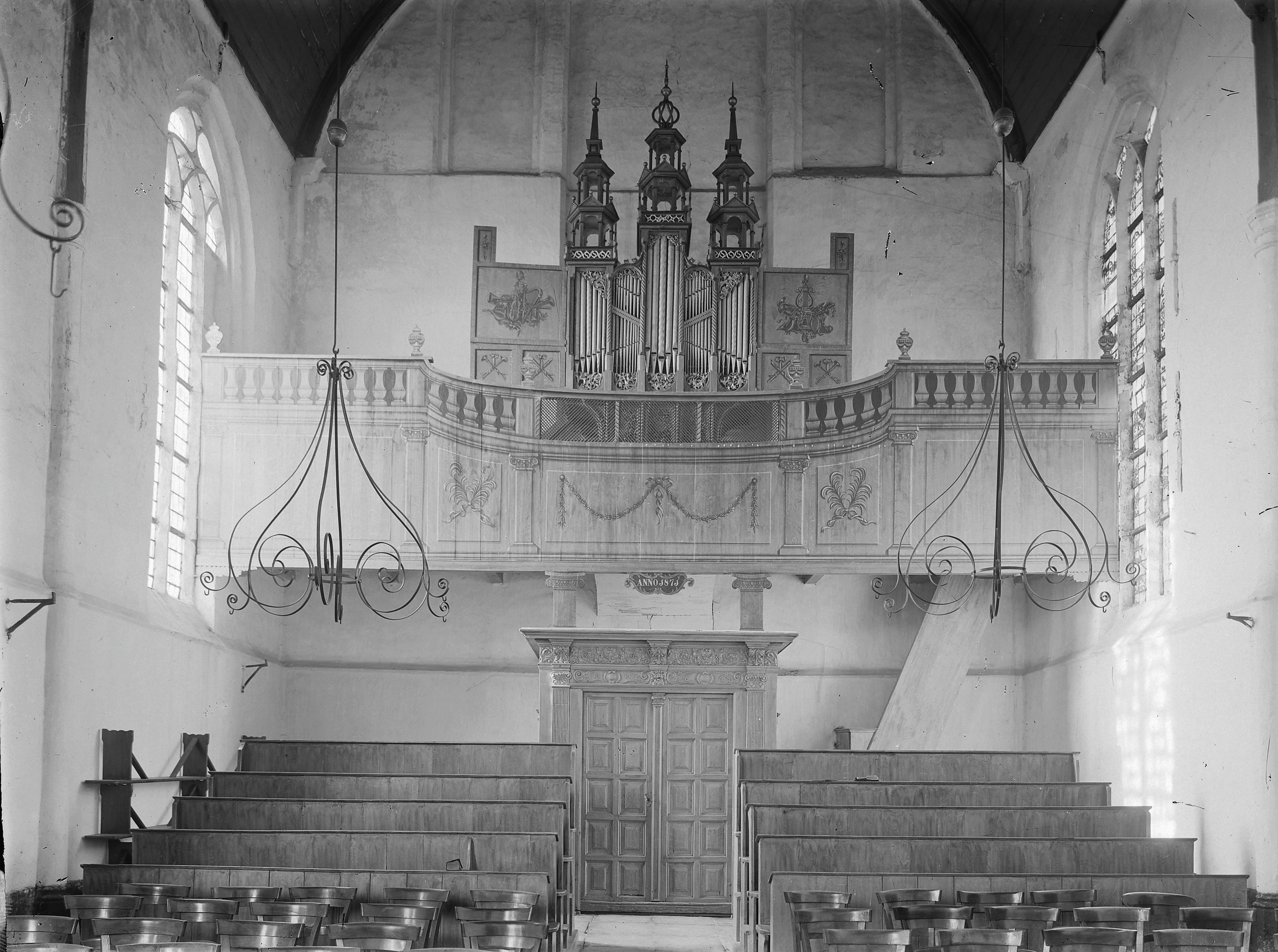
Lo strumento in una foto di inizio Novecento.

Con organo della chiesa di San Nicola ci si riferisce a un organo a canne costruito a Oosthuizen, frazione di Zeevang, nei Paesi Bassi. Si tratta di uno degli organi suonabili più antichi dei Paesi Bassi.

## Storia
La data di realizzazione dello strumento non è nota. Fino al 2003, anno nel quale la ditta Flentrop effettuò un restauro, si pensava che l'organo risalisse al 1521, ma una ricerca negli archivi della chiesa non ha trovato documenti a conferma di tale data. Secondo la Flentrop, lo strumento sarebbe un assemblaggio fra parti realizzate ex-novo e parti derivanti da un organo più antico, forse risalente a un periodo antecedente alla costruzione della chiesa, che venne edificata fra il 1511 e il 1518.
Il costruttore potrebbe forse essere Peter Gerritsz, ma alcuni avanzano anche il nome di Jan van Covelens. Pieter Backer, verso la metà del XVII secolo, modificò parzialmente lo strumento, adattandone la sonorità al gusto barocco e realizzando la cassa attuale. Successivamente venne restaurato nel 1829 dall'organaro Sommer di Amsterdam, mentre nel 1871 venne costruita la cantoria. Fra il 1965 e il 1966 lo strumento venne restaurato dalla ditta Flentrop, la quale sostituì alcune canne corrose dal tempo e lo intonò con il temperamento mesotonico. La stessa azienda condusse un altro restauro nel 2003, riportando lo strumento alle sue condizioni del XVII secolo.

## Caratteristiche tecniche
L'organo è collocato su una cantoria lignea addossata alla controfacciata dell'edificio. La facciata è composta da canne del registro principale suddivise in cinque campate secondo lo schema 6-10-5-10-6. La parte superiore del secondo e del quarto campo, invece, presentano le canne in schema 9-9. La cassa, chiudibile mediante due portelle laterali decorate da motivi ornamentali e strumenti musicali, è sormontata da tre torri in stile barocco.
La consolle è costituita da un solo manuale di 38 tasti, senza pedaliera. I registri sono azionabili mediante tiranti a pomolo disposti su due colonne alla destra del manuale. La trasmissione è interamente meccanica, il temperamento è il mesotonico a un quarto di comma, il corista del La corrisponde a 466 Hz e la pressione del vento è di 80 millimetri in colonna d'acqua. La disposizione fonica è la seguente:
| Manuale FGA-ga2     |             |
| Bourdon             | 16'         |
| Praestant           | 8'          |
| Octaaf              | 4'          |
| Quint               | 3'          |
| Woldfluit           | 2'          |
| Sexquialter discant | II file     |
| Mixtuur             | II-III file |

| Accessori |
| Tremolo   |